# IC 856
IC 856 је спирална галаксија у сазвјежђу Береникина коса која се налази на листи објеката дубоког неба у Индекс каталогу.
Деклинација објекта је + 20° 32' 13" а ректасцензија 13h 10m 41,6s. Привидна величина (магнитуда) објекта IC 856 износи 14,4 а фотографска магнитуда 15,2. IC 856 је још познат и под ознакама CGCG 130-15, PGC 45733.